# 장신권

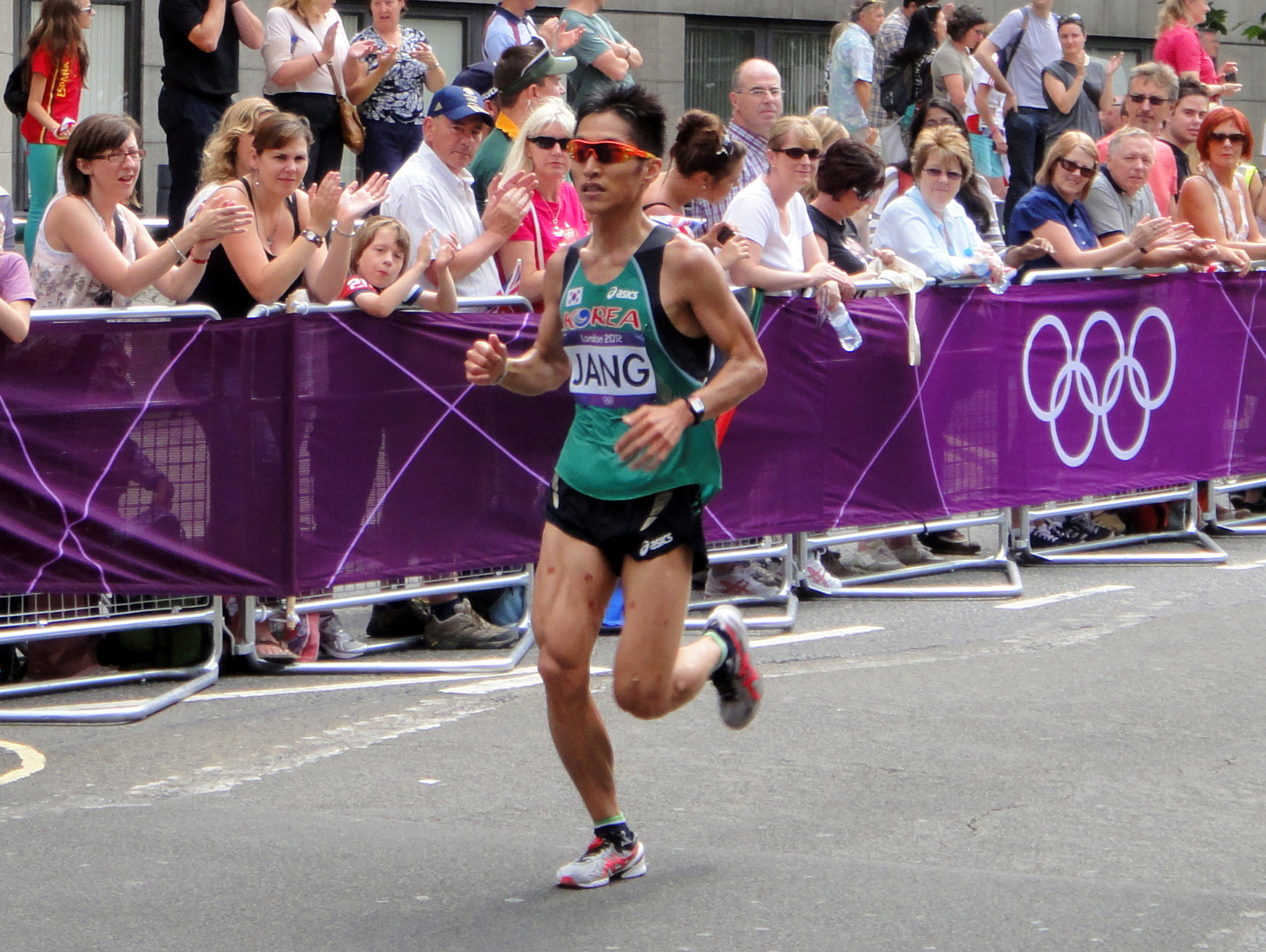

장신촌 (Jang Sin-kweon, 1983년 3월 7일 ~ )은 한국의 장거리 주자이다. 2012년 하계 올림픽에서 그는 남자 마라톤 대회에 참가하여 73위를 차지했다.